# Guia Bradshaw

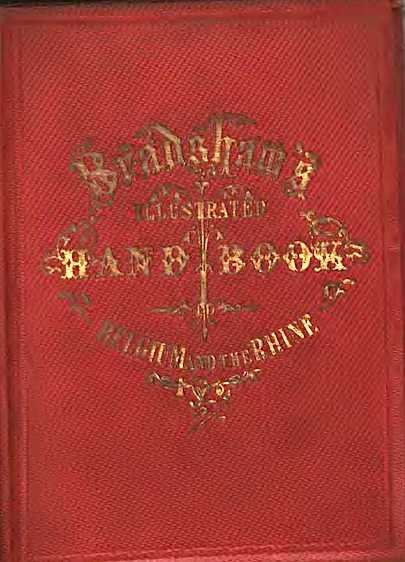
Manual Il·lustrat Bradshaw per a Viatgers a Bèlgica, 1856

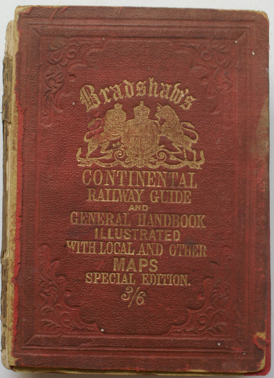
Guia de Ferrocarril Continental, Bradshaw 1891

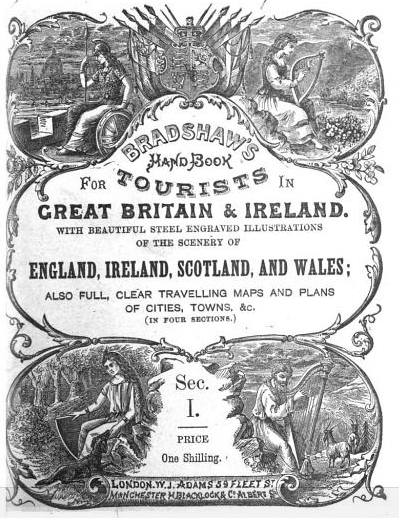
Manual Bradshaw per aTuristes de Gran Bretanya i Irlanda, 1882

Les Guies Bradshaw  van ser una sèrie de llibres d'horaris de ferrocarril i de guies de viatge publicats per W.J. Adams de Londres. El seu editor, George Bradshaw, va iniciar la sèrie al 1839; després de la seva mort el 1853 la sèrie de títols Bradshaw va continuar fins al 1961.

## Història
El nom de Bradshaw ja era conegut com l'editor de Bradshaw's Maps of Inland Navigation (mapes Bradshaw de navegació interior), que detallava els canals de Lancashire i Yorkshire, quan, el 19 d'octubre de 1839, poc després de la introducció dels ferrocarrils, la seva companyia de Manchester va publicar la primera recopilació mundial d'horaris de trens.